# Petrocephalus keatingii
Petrocephalus keatingii es una especie de pez del género Petrocephalus, familia Mormyridae, orden Osteoglossiformes. Fue descrita científicamente por Boulenger en 1901.
Es una especie inofensiva para el ser humano.

## Descripción
La longitud total es de 12 centímetros.

## Distribución
Se distribuye por África: solo conocida en el río Nilo Blanco, entre la confluencia de Sobat y Jartum.